# Xian de Kangle
Le xian de Kangle (康乐县 ; pinyin : Kānglè Xiàn) est un district administratif de la province du Gansu en Chine. Il est placé sous la juridiction de la ville-préfecture de la préfecture autonome hui de Linxia.

## Démographie
La population du district était de 234 693 habitants en 1999.